# Valstugereportaget
Valstugereportaget var ett omdiskuterat inslag som sändes i Sveriges Televisions samhällsgranskande program Uppdrag granskning fyra dagar före riksdagsvalet 2002. I programmet lyckades journalisterna Janne Josefsson och Lars-Göran Svensson, med hjälp av dold kamera och frågor om invandringen, få företrädare för olika partier, främst Moderaterna men även socialdemokraterna att i olika valstugor ge uttryck för åsikter som reportaget tolkade som rasistiska.
Endast två politiker i reportaget försökte bemöta de rasistiska åsikter som reportern med den dolda kameran uttryckte. Dessa var Lars-Ebbe Pettersson (s) och Lennart Brunander (c).
Reportrarna besökte över 50 valstugor i 30 kommuner. Moderaterna kom att stå hårt i skottlinjen i inslaget: enligt reportrarna hade samtliga 17 moderata politiker som tillfrågades starka åsikter om en mer restriktiv flyktingpolitik och var därmed i särklass överrepresenterade. Även vissa företrädare för andra partier hade uttryckt liknande åsikter, men slapp exponeras i reportaget eftersom det inte kunde uttydas som partitypiskt på motsvarande sätt.  Det har spekulerats i att Moderaternas historiska valnederlag 2002 kan ha orsakats av reportaget.

## Kontroverser
Valstugereportaget blev enormt uppmärksammat och fick omedelbara följder för flera av de politiker som förekom i inslaget. Christer Ewe, kommunfullmäktigeledamot i Kristianstad, uteslöts exempelvis ur Moderaterna efter att han bland annat sagt att "muslimer är duktiga på att föda många barn och utnyttja vårt system".
Reportaget kom att leda till en häftig debatt kring användandet av dold kamera inom journalistiken. Bland kritikerna fanns medieforskaren Kari Andén-Papadopoulos som menade att reportrarna kan ha provocerat fram åsikter som inte nödvändigtvis politikerna haft från början, att politikerna kan ha velat vara en potentiell väljare till lags och därför hållit med denne i större utsträckning än vad de annars skulle gjort. Andén-Papadopoulos resonemang underkändes dock av bland andra dåvarande Pressombudsmannen, Olle Stenholm, som menar att hon karaktäriserade politikerna som "zombies, omedvetna om de ord som flyger över deras egna läppar".
Uppdrag Granskning kritiserades också av bland andra medieforskaren Mats Ekström för att de inte offentliggjorde råmaterialet bakom reportaget, en inställning han menade skulle vara otänkbar i forskarsammanhang. Janne Josefsson besvarade kritiken med att det är en journalistisk grundregel att inte lämna ut osänt råmaterial till utomstående, och han fick stöd av bland andra Jan Guillou.
Reportaget ledde till rekordmånga anmälningar till Granskningsnämnden för radio och TV: inte mindre än 92 stycken. Nämnden friade dock reportaget på alla punkter. Reportrarna Janne Josefsson och Lars-Göran Svensson belönades med Stora Journalistpriset och föreningen Grävande Journalisters pris Guldspaden för reportaget.